# Catonephele numilia
Catonephele numilia es una especie de lepidóptero de la familia Nymphalidae. Es nativa de Centroamérica y Sudamérica.

## Descripción
Hay dimorfismo sexual en los adultos: las alas de los machos son negras con seis puntos de color naranja en la superficie dorsal, mientras que en las hembras son de color negro con una banda amarilla en el centro de las alas anteriores.
Los adultos se alimentan de frutas en proceso de fermentación.

## Subespecies
- Catonephele numilia numilia (Surinam)
- Catonephele numilia penthia (Hewitson, 1852) (Brasil)
- Catonephele numilia esite (R. Felder, 1869) (México, Colombia, Ecuador, Venezuela, Trinidad)
- Catonephele numilia neogermanica Stichel, 1899 (Paraguay, Brasil)
- Catonephele numilia immaculata Jenkins, 1985 (México)